# 夏威夷管燧鯛
夏威夷管燧鯛輻鰭魚綱金眼鯛目燧鯛亞目燧鯛科的其中一種，分布於中東太平洋的夏威夷群島海域，棲息深度50-100公尺，體長可達6.7公分，體具發光器官，夜行性。

## 擴展閱讀
維基物種上的相關：夏威夷管燧鯛